# Farmington (Arkansas)
Farmington – miasto w Stanach Zjednoczonych, w stanie Arkansas, w hrabstwie Washington.